# آدرین شلی
آدرین شلی (انگلیسی: Adrienne Shelly; ۲۴ ژوئن ۱۹۶۶ – ۱ نوامبر ۲۰۰۶) یک فیلم‌نامه‌نویس، کارگردان، و هنرپیشه اهل ایالات متحده آمریکا بود. وی بین سال‌های ۱۹۸۹ تا ۲۰۰۶ میلادی فعالیت می‌کرد. وی به خاطر بازی در فیلم‌های مستقل هم‌چون حقیقت باورنکردنی شهرت داشت. در نوامبر سال ۲۰۰۶ بدن بیجان شلی در حالی‌که در حمام آپارتمانی که به عنوان دفترکار استفاده می‌کرد، حلق‌آویز شده بود پیدا شد. مرگ حَقه.
او در فیلم‌های قاتلان جاده‌ای، خدمتکار بازی کرده‌است.